# Lilienkrone

Blaue Lilienkrone im Wappen von Welgesheim

Die Lilienkrone ist ein Typus der herrschaftlichen Kopfzierde und des Herrschaftssymbols Krone. Bei der Lilienkrone, in der Regel eine Offene Krone, sind die auf dem Stirnreif aufrechtstehenden Kronenzacken der heraldischen Lilie nachgebildet. Die Zackenanzahl von Lilienkronen schwankt; in heraldischen Darstellungen sind mindestens drei davon sichtbar. In der Heraldik ist die Lilienkrone eine gemeine Figur und kann sowohl im Wappen als auch im Oberwappen auftreten.

## Beispiele

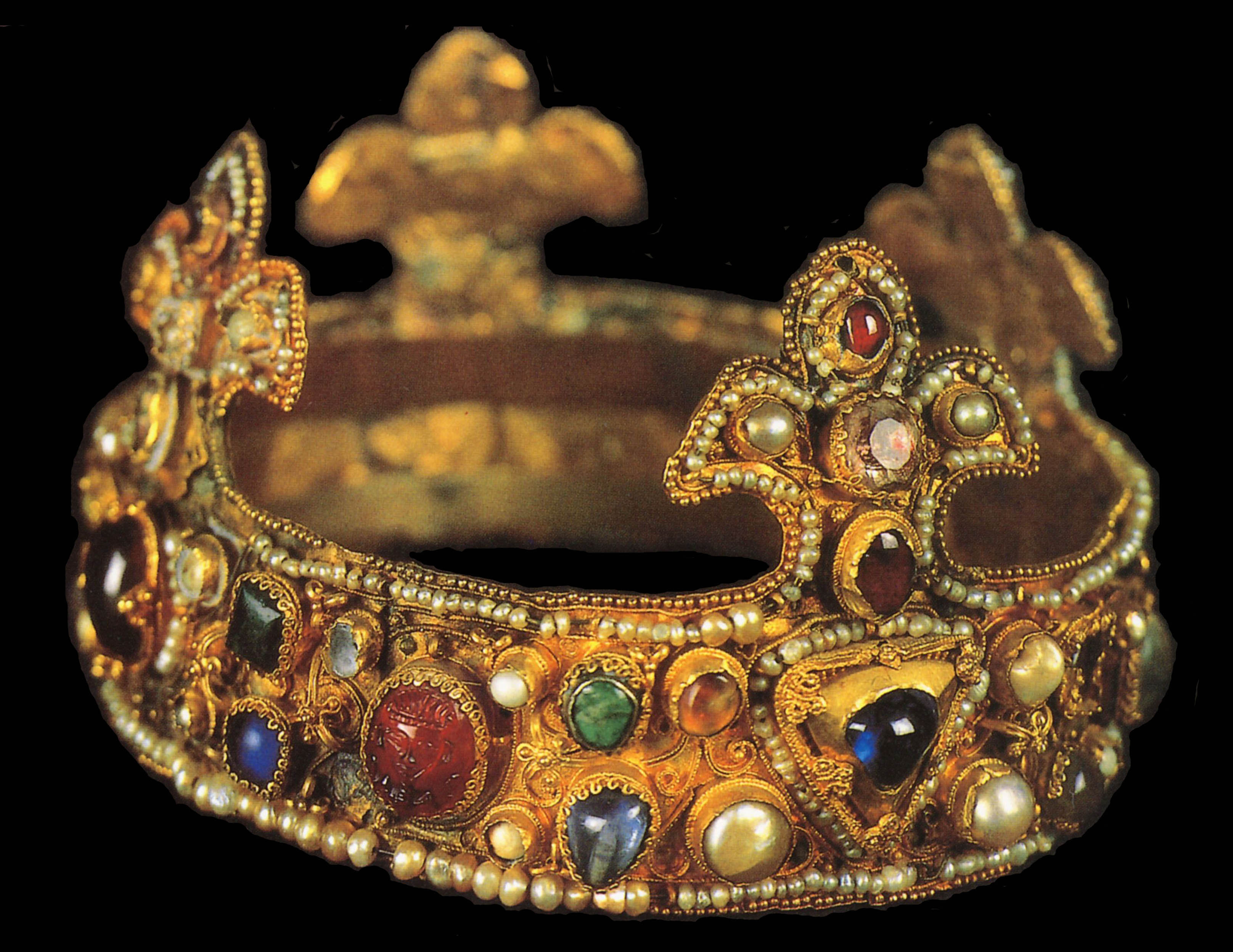
Lilienkrone aus dem Essener Domschatz

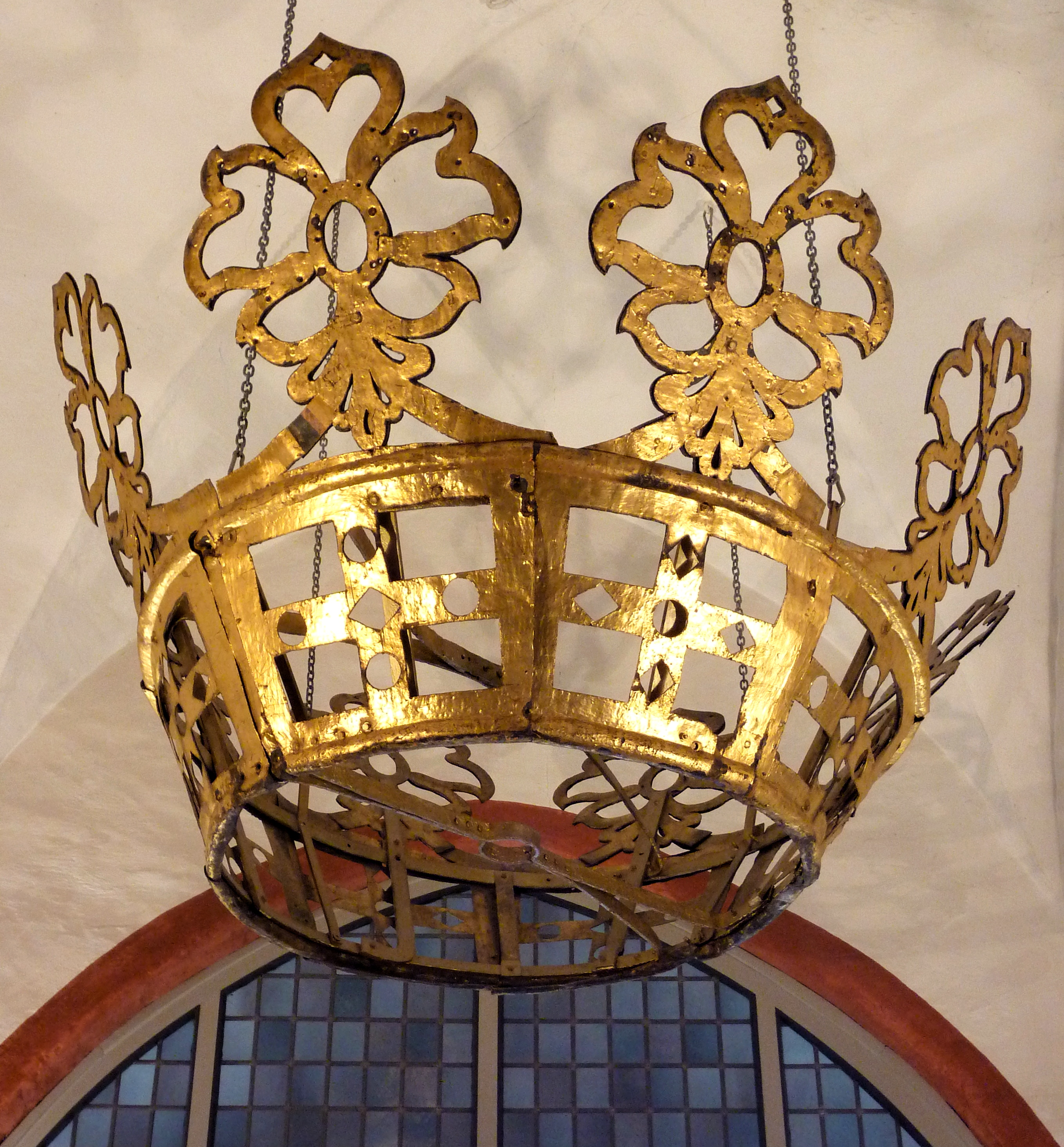
Das Original des Siegener Krönchens

Die Lilienkrone findet bei verschiedenen Wappenfiguren Verwendung. So tragen die Stierfiguren im Wappen der Region Mecklenburg und im Wappen des Bundeslandes Mecklenburg-Vorpommern eine Lilienkrone.
Auch die Krone aus dem Essener Domschatz aus dem 11. Jahrhundert, von der lange angenommen wurde, es handle sich um die Kinderkrone Ottos III. aus dem Jahr 983, hat die Form einer Lilienkrone. Diese mit vier Lilien verzierte Krone zählt zu den ältesten erhaltenen Kronen in Europa. Eine Lilienkrone trägt auch die Reiterstatuette Karls des Großen.
Ein besonderes Beispiel für die kunsthandwerkliche Darstellung einer Lilienkrone ist das Krönchen, Wahrzeichen der Stadt Siegen. Die im Jahr 1658 gestiftete, überdimensionale vergoldete Plastik misst rund zwei Meter im Durchmesser und hat acht lilienförmige Zacken. Das Krönchen (seit 1993 ein Replikat davon) steht auf der Turmspitze der Siegener Nikolaikirche.